# Imperio de Austenasia
El Imperio de Austenasia (en inglés Empire of Austenasia) es una micronación del Reino Unido, fundada en 2008, en el pueblo de Carshalton, que está situado en el municipio de Sutton, Londres (Reino Unido). Se distingue por organizarse como una versión moderna del Imperio Romano.

## Historia
La micronación fue fundada el 20 de septiembre de 2008 por el británico Terry Auster, quien se proclamó Emperador. Además proclamó a su hijo Jonathan, entonces un adolescente, como Primer Ministro. Desde su fundación ha tenido una vida bastante accidentada, incluidas disputas internas sobre la forma de su administración, así como golpes de Estado.
Si bien en sus inicios solo pretendía la independencia de la vivienda de Terry Auster, con posterioridad ha reclamado enclaves en diversos países, correspondientes a las viviendas de sus miembros, los cuales son denominados ciudades, pueblos, marcas, y dependencias. Sin embargo no pretenden realmente la separación de dichos territorios, funcionado como una utopía y simulación política.
Desde 2013 es dirigida por Jonathan Auster, estudiante de teología autodenominado Emperador Jonathan I.